# Асакаси (Чебоксарський район)
Асака́си (рос. Асакасы, чув. Ассакасси) — присілок у складі Чебоксарського району Чувашії, Росія. Входить до складу Лапсарського сільського поселення.
Населення — 181 особа (2010; 186 у 2002).
Національний склад:
- чуваші — 94 %